# Голычевка
Голычевка (укр. Голичівка) — село в Корецкой городской общине Ровненского района Ровненской области Украины.
До 2020 года входило в Корецкий район.
Население по переписи 2001 года составляло 661 человек. Почтовый индекс — 34709. Телефонный код — 3651.